# Tuba János

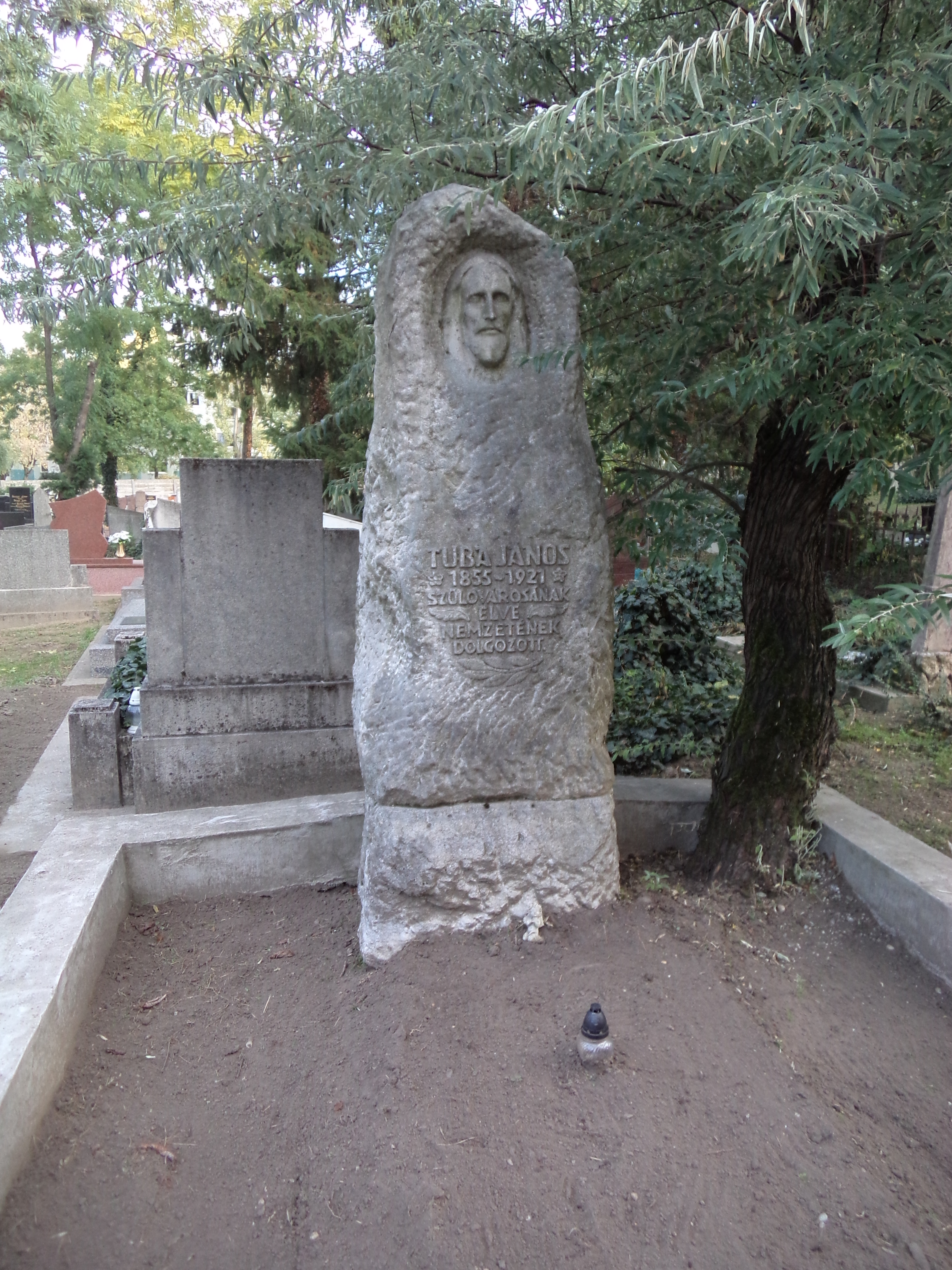
Sírja Komáromban

Tuba János (Komárom, 1855. december 5. – Komárom, 1921. szeptember 17.) országgyűlési képviselő, bankigazgató és laptulajdonos.

## Élete
Komáromi családból származott, apja Tuba Sámuel. A helyi református iskola elvégzése után a pápai református kollégiumba került. Jogász lett, szülővárosába hazatérve 1878-ban elnyerte az aljegyzői, majd hat évvel később a főjegyzői tisztséget. Még Pápán megnősült, Takács Ilonát vette feleségül. Három évtizedig törvényhatósági bizottság választott tagja, az iskolaszék tagja, majd évtizedekig elnöke és végül díszelnöke volt. 1880-ban alapítója és 1886-tól haláláig laptulajdonosa volt a Komáromi Lapoknak és ezzel egy csapásra bekerült a közélet forgatagába. 1892-től a Komárom-vidéki takarékpénztár igazgatója és 1905-ig Komárom országgyűlési képviselője volt. Kezdeményezője volt az állandó dunai vashíd felépítésének és a Klapka-szobor felállításának.
A Jókai Egyesületnek pedig alakulásától társelnöke volt. A Magyar Népszövetség titkára volt.
Klapka György és Jókai Mór temetésén is beszédet mondott, illetve földet vitt Komáromból a sírjukra. Az ezredéves kiállítás révén Herman Ottóval is baráti kapcsolatba került, s részben neki köszönhető hogy komáromi halászati tárgyak kerültek bemutatásra a jeles eseményen.